# Nieuw-Zeelands amateurkampioenschap golf
Het Nieuw-Zeelands amateurkampioenschap golf is een internationaal golfkampioenschap voor topamateurs. De formule is matchplay.

## Winnaars
- 1981:  Lucas Parsons
- 2002:  Marcus Fraser
- 2003:  James Nitties
- 2004:  Gavin Flint
- 2005:  Mitchell Brown
- 2006:  Andrew Green (Shandon Golf Club)
- 2007:  Danny Lee
- 2008:  Thomas Spearman-Burn
- 2009:  Matt Jager
- 2010:  Matt Jager

De winnaars tot en met 2007 zijn al professional geworden.
Tom Spearman-Burn en zijn tweelingbroer Peter gaan in 2010 naar de Australische Tourschool. Peter mag PQ1 overslaan omdat hij de Eisenhower Trophy speelde.
Matt Jager, die in het nationale jeugdteam speelt, won het matchplay kampioenschap in 2009 en 2010, de laatste die dat deed was Terry Pulman in 1976 en 1977.
Matt Jager won in één seizoen het Amateur Open zowel van Nieuw-Zeeland als van Australië. De enige die dat daarvoor ook presteerde was Lucas Parsons. Jager won in 2010 ook het internationaal strokeplaykampioenschap in Nieuw-Zeeland. 